# Châtellenie
Pour les articles homonymes, voir Mandement (homonymie).
 (juillet 2014).
Si vous disposez d'ouvrages ou d'articles de référence ou si vous connaissez des sites web de qualité traitant du thème abordé ici, merci de compléter l'article en donnant les références utiles à sa vérifiabilité et en les liant à la section « Notes et références ».

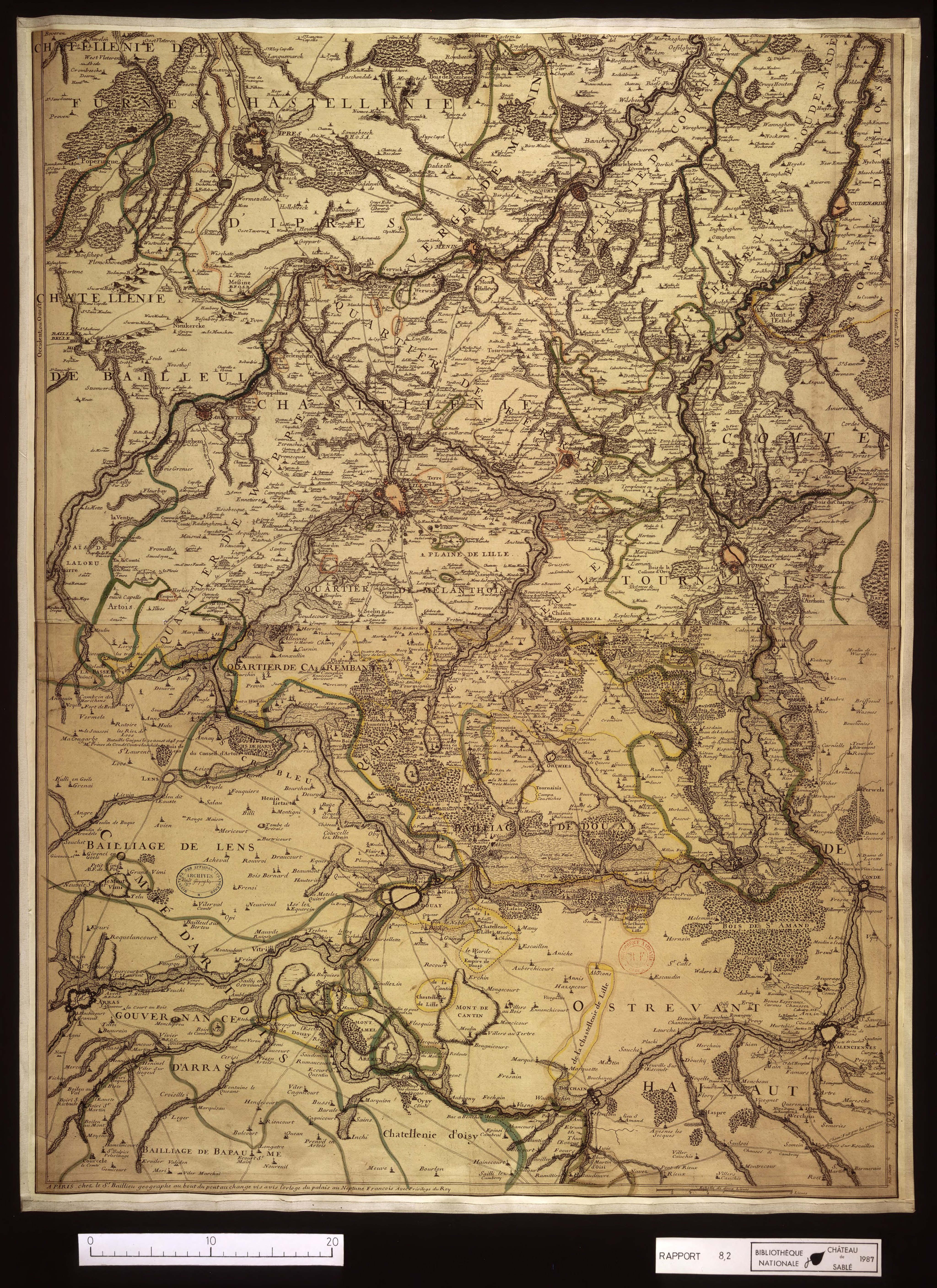
Carte de la châtellenie de Lille, établie en 1039. La carte elle-même date de 1707.

Une châtellenie (castellania) ou châtellerie est un terme employé en Europe au Moyen Âge pour désigner l’unité féodale la plus petite du découpage administratif.
Elle désigne le territoire sur lequel le maître du château exerce ses droits banaux. En son centre se trouve le château qui est le chef-lieu de la châtellenie, administrée par le châtelain (« castellanus »).
Dans le Sud-Est de la France, cette circonscription, parfois appelée mandement (mandamentum), regroupe à la fois des fonctions administratives, militaires et financières et désigne le territoire tenu, exploité et protégé par le château.

## Les origines
En France les termes mandement ou châtellenie désignent dès le XIe siècle un territoire nouveau qui s'est formé autour de châteaux à motte élevés par la noblesse rurale à la suite de la défaillance du pouvoir central. Il apparaît très précocement dans le Nord de la Drôme, plus précisément dans le Romanais, qui voit son territoire se couvrir à cette époque de nombreux châteaux à motte, une douzaine environ, dont huit en dehors des anciennes circonscriptions carolingiennes.
Le mandement deviendra au fil du temps une circonscription administrative à part entière et s'impose en tant que moyen de localisation géographique : « Ego, Ugo,…, dono unus mansus in mandamento casteli Montis Miratis… » Il est à noter que dans le Romanais le mandement est de taille réduite et ne couvre que deux ou trois paroisses ; le plus grand, celui de Peyrins, comprend six paroisses, l'équivalent de quatre communes aujourd'hui.

## La châtellenie, unité féodale du vieux domaine royal
Le châtelain est un officier, comtal ou princier, nommé et rémunéré. Sa charge est révocable et déplaçable. Outre sa fonction première d’être le gardien du château, il tient la comptabilité et doit présenter régulièrement ses comptes, les comptes de châtellenie. Il exerce également l’ensemble des droits par délégation, militaire et judiciaire. Par extension et à tort, tout possesseur de château, soit reçu, repris en fief ou élevé sur son alleu, sur lequel un seigneur exerce son ban, est désigné comme châtelain. Ce titre doit être réservé aux seigneurs relevant directement du comte ou des princes ; en conséquence, un seigneur banal, n’est pas forcément « châtelain », même pourvu d’un château.
Cet office a souvent été occupé par les cadets des grandes familles ou bien par la petite noblesse locale.
La république de Saint-Marin utilise encore cette dénomination pour ses subdivisions internes.
Contrairement à ce qui s'est produit dans certaines principautés (par exemple le Dauphiné), la châtellenie est demeurée une simple circonscription féodale en Île-de-France et dans le domaine royal associé. C'est-à-dire que le Roi a choisi d'y attacher des fiefs vassaux, selon des critères d'ancienneté, de proximité géographique ou des accidents politiques. L'institution concerne exclusivement un lien de vassalité fixé géographiquement pour en assurer l'effectivité. Seuls les fiefs dépendant féodalement du prince sont attachés à cette châtellenie. Ceux relevant de suzerains autres ne sont pas attachés à cette châtellenie. Très rares sont les suzerains non princiers capables de se doter d'une châtellenie. Pour cette raison, dans le domaine royal, le châtelain ne se substitue ni au prévôt, ni au bailli lorsque celui-ci apparaîtra, aux attributions judiciaires et gestionnelles.
Le nombre de châtellenies a été multiplié à l'initiative des princes. Jusque-là, l'effectivité du service était rendue au siège du comté. Cet émiettement s'est opéré dans le courant du XIIe siècle. Il a ensuite cessé presque totalement. On peut indiquer à titre d'exemple que le Roi a tardivement créé une châtellenie à Villeneuve-le-Roi (aujourd'hui -sur-Yonne), sans pour autant diminuer significativement celle plus ancienne de Sens, siège d'un ancien comté. Il y a attaché ses gains féodaux réalisés notamment lors des décisions judiciaires, en direction des terres situées en Amont du bassin de l'Yonne. Philippe VI de Valois a opéré un très rare mouvement de rationalisation du découpage des châtellenies de Sens et de Courtenay. De même, le comte de Champagne a institué de nouvelles châtellenies vers 1190 en mettant la main sur les seigneuries de Nogent-sur-Seine et Villemaur, et y a attaché des fiefs dont les hommages étaient jusque-là portés à Troyes par la noblesse des environs. Tous les châteaux ne donnent cependant pas lieu à l'érection d'une châtellenie.
Pour sa part, le châtelain est un agent royal institué dans certaines châtellenies. Dans le domaine royal, Philippe Auguste en crée lorsqu'il s'attaque à Jean sans Terre et conquiert la Normandie. Le titulaire commence par être recruté parmi les chevaliers avant de l'être parmi les anciens serviteurs de la Couronne. Ainsi, le châtelain de Sens, le chevalier Gilles de Flagy, est un « diplomate » actif envoyé vers les comtes de Toulouse et de Provence (il négocie le mariage de saint Louis avec Marguerite de Provence). Il est probablement chargé de surveiller le château, siège nominal de la châtellenie et des hommages attachés. Son successeur, Jean Le Monnayeur, tiré de la bourgeoisie locale, est un bailli royal « retraité ». À titre d'exemple, on peut en citer à Sens mais pas à Villeneuve-le-Roi au XIIIe siècle. C'est sans doute à son usage qu'a été réalisé le vaste recensement de tous les vassaux royaux. Ce document aurait permis au châtelain de vérifier l'effectivité du service féodal.
Au XIVe siècle, la fonction est honorifique. Elle va ensuite être rattachée à celle de capitaine, qui est le pivot de la défense civile. On fait ainsi cumuler le contrôle féodal (châtelain) avec le contrôle des villes (capitaine). La fonction assure ainsi un complément de revenus. Le recul des effectifs féodaux assure la fossilisation du titre. Ainsi, des baillis (royaux) sont tout à la fois baillis, capitaines et châtelains de la ville au centre de leur bailliage.
L'affermissement de l'autorité royale permettra la mobilisation du ban et de l'arrière-ban, selon un cadre administratif distinct ne reprenant pas celui des châtellenies, mais celui des bailliages au XVIe siècle.

## Autres emplois et homonymies
En Dauphiné, la fonction de capitaine-châtelain est tout autre. De type judiciaire et administratif, elle perdure jusqu'à la fin de l'Ancien Régime. Là, le cadre territorial d'exercice de sa fonction est le mandement. Cette unité couvre environ trois ou quatre paroisses. Ce cadre administratif a été institué par les derniers dauphins indépendants. Il faut donc distinguer la situation selon chaque cadre politique à peine de produire des anachronismes géographiques et chronologiques.
Il faut signaler l'emploi spécifique du mot fait par les historiens de la seconde moitié du XXe siècle. Chez eux, le châtelain évoque la fraction de la noblesse non comtale, disposant de pouvoirs étendus sur les populations. Le terme n'est pourtant pas employé tel quel dans la documentation de l'époque. Par extension, ce « châtelain » symbolise la société féodale.
Enfin, le terme « châtelain » en littérature vise les occupants de demeures qualifiées de châteaux, mais qui sont en réalité des maisons-fortes ou de grandes demeures.